# Metallurgi

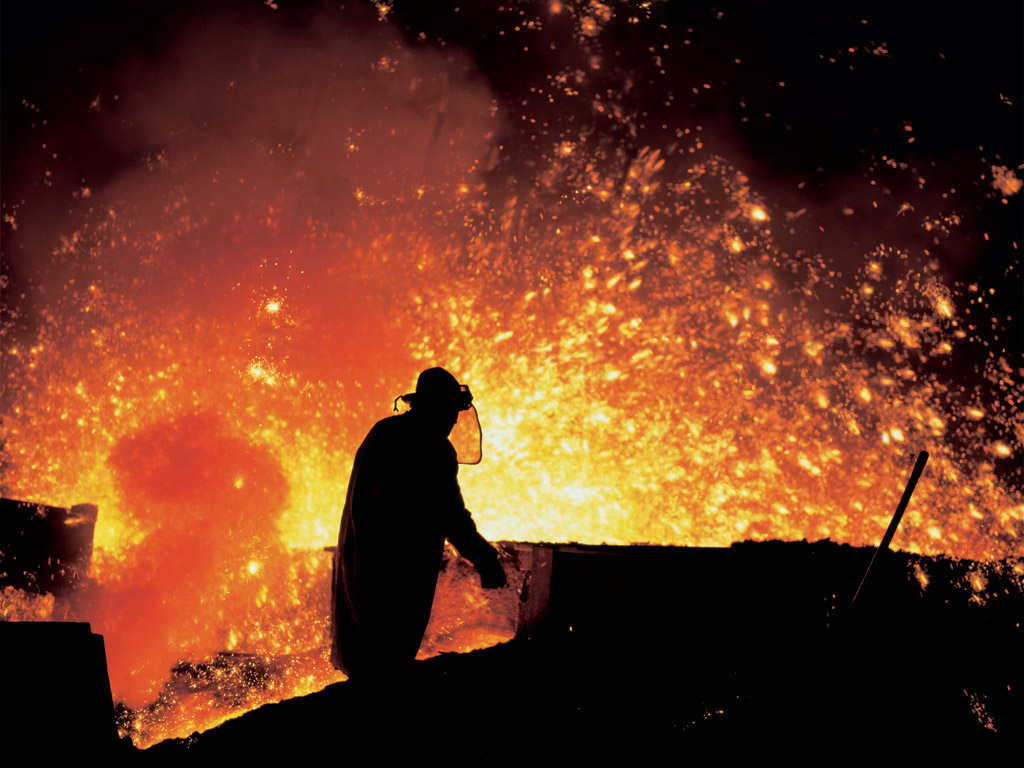
Exempel på en metallurgisk process – en ugn i ett stålverk.

Metallurgi är läran om framställningen av metaller. Metallurgin är därför en del av ingenjörsvetenskapen. Även framställning av legeringar och halvmetaller räknas till metallurgins område. Metallframställning utgår ofta från malm, men kan även bygga på andra källor såsom salter eller skrot.
Arkeometallurgi är studiet av äldre tiders metallframställning och innefattar ofta även bearbetningen av metallen, till exempel smide och gjutning. Även undersökningar av anläggningar knutna till metallhanteringen, som gruvor, järnframställningsplatser, gjuterier och smedjor, räknas till arkeometallurgi.

## Historia
Eftersom människan har utnyttjat metaller för tekniska ändamål under lång tid, har metallurgin en mycket lång historia och har successivt utvecklats från hantverk och konst till teknologi och vetenskap.
En person som sysslar med metallurgi kallas metallurg. Ett äldre svenskspråkigt namn för metallurgi är hyttkunskap eller hyttkonst, som en härledning av hytta. Ordet metallurgi kommer från nylatinets metallurgia, bildat av grekiskans metallourgos (gruvarbetare), det var troligtvis därför ordet fick heta metallurgi och inte metallogi. Det grekiska ordet kommer av ordet för metall och ergon, arbete.

## Delområden
Den vanligaste indelningen av metallurgin i delområden bygger på de metaller som framställs, respektive framställningsprocessernas övergripande utformning. 

### Framställningsprocesser
- Smältmetallurgi:[1]

– Pyrometallurgi är läran om metallurgiska processer vid hög temperatur, vilket exempelvis är det sätt som järn och stål framställs ur järnmalm.
– Elektrometallurgi är läran om metallframställning genom elektrolys, vilket förekommer i såväl smältor som lösningar, vilket innebär att elektrometallurgi överlappar med såväl pyrometallurgi som hydrometallurgi.
- Hydrometallurgi är läran om metallurgiska processer som utnyttjar metalljoner i lösning.

- Teoretisk metallurgi är det område som omfattar teoretiska aspekter av de metallurgiska processerna, bland annat deras termodynamik.

### Olika metaller
Metallurgin kan också delas in enligt de metaller som produceras. Huvudområdena är då järnmetallurgi och icke-järnmetallurgi. Icke-järnmetallurgi kan även benämnas som metallhyttkonst.

### Engelsk definition
I engelskt språkbruk har motsvarande ord (metallurgy) en något vidare betydelse. Det inkluderar läran om metallers fysikaliska egenskaper, vilket på svenska brukar inordnas under metallografi. Det här begreppet har fått sitt namn av att studier och avbildning av materialstrukturer under mikroskop har en central ställning. Engelskans metallurgy innefattar även det som på svenska kallas metallbearbetning.

## Källhänvisningar
1. 1 2 3 4 5 6 7  Edström, John-Olof: metallurgi i Nationalencyklopedins nätupplaga. Läst 3 januari 2015.
2. ↑  Metallurgi i Nordisk familjebok (andra upplagan, 1913)